# جينو غيرا
جينو غيرا (بالإيطالية: Gino Guerra)‏ هو دراج إيطالي، ولد في 16 أكتوبر 1924 في مانتوفا في إيطاليا، وتوفي في 28 ديسمبر 1978.

## وصلات خارجية
- جينو غيرا على موقع أوليمبيديا (الإنجليزية)